# Активна підвіска

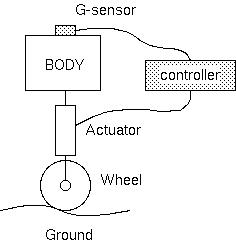
Структурна схема активної підвіски

Акти́вна підві́ска (англ. active suspension) і у тому числі її простіший різновид адапти́вна (напівакти́вна) підві́ска (англ. adaptive suspension/semi-active suspension) є типом автомобільних підвісок, у яких вертикальне переміщення колеса при русі автомобіля контролюється з використанням бортової системи керування, на відміну від пасивних підвісок, де цей рух цілком визначається дорожньою поверхнею.

## Загальна інформація
Активні підвіски в цілому можна розділити на два основні класи: чисто активні підвіски й адаптивні чи напівактивні підвіски. У той час як адаптивні підвіски лише змінюють ступінь демпфування амортизатора, щоб відповідати змінному стану дорожнього покриття чи динаміці руху, активні підвіски, використовуючи певний тип приводу буквально піднімають і опускають шасі незалежно на кожному колесі з врахуванням багатьох факторів, що випливають з якості дорожнього покриття, орієнтації кузова автомобіля у просторі, швидкості й прискорень руху та налаштувань системи керування підвіскою з боку водія.
Ці технології дозволяють виробникам автомобілів забезпечити вищий рівень якості їзди та стійкості автомобіля, зберігаючи розташування шини перпендикулярно до дороги у поворотах, що гарантує краще зчеплення і керованість. Бортовий комп'ютер отримує інформацію про рух автомобіля від давачів, розташованих по всьому транспортному засобу і, використовуючи ці дані, та відповідні алгоритми розрахунку, контролює роботу активної чи напівактивної підвіски. Така система практично усуває крени кузова і його коливання у поздовжній вертикальній площині в багатьох дорожніх ситуаціях, включаючи повороти, прискорення й гальмування.

## Активна (у повній мірі) підвіска
Активні підвіски, перш за все, використовують окремі приводи, які можуть самостійно прикладати зусилля до елементів підвіски для покращення їздових параметрів. Недоліками таких технічних рішень (принаймні, на сьогоднішній день) є висока вартість, зростання складності конструкції та маси оснащення, а також, необхідність частого технічного обслуговування на деяких реалізаціях. Технічне обслуговування може бути проблематичним, так як лише офіційний дилер буде мати відповідні інструменти і пристрої та інформацію про конструкцію системи, у зв'язку з чим іншим технічним фахівцям деякі проблеми буде важко діагностувати.
Одним з оригінальних прикладів розробки конструкції активної підвіски є проект «Active Wheel» французької компанії Michelin. Така підвіска базується на використанні електроприводів, розташованих у колесі, на які покладаються функції забезпечення розподілу крутного моменту, тягових зусиль, компенсація нахилів кузова при маневруванні й гальмуванні та демпфування коливань викликаних нерівностями дорожнього покриття.
Найпоширенішими системами активної підвіски, що знайшли застосування є системи на базі гідро- та пневмоприводу, активних засобів зміни жорсткості та геометрії підвіски і деякою мірою — електромагнітні рекуперативні системи.

### Гідравлічні, пневматичні та гідропневматичні системи
Активна підвіска на базі гідроприводу реалізує свою роботу з використанням гідравлічних сервомеханізмів. Гідравлічний тиск у сервоприводи подається за допомогою радіально-поршневого гідравлічного насоса високого тиску. Датчики постійно контролюють коливання корпуса авто і стан руху транспортного засобу, безперервно постачаючи комп'ютеру нові дані. Комп'ютер після отримання і обробки даних керує гідравлічними сервоприводами, що встановлені поруч з кожним колесом. Майже миттєво, регульована сервоприводами підвіска створює зустрічні зусилля, що протидіють коливанням та нахилам автомобіля, які виникають під час його руху та маневрів.
Практично, система бере на себе функцію самовирівнювання та зміни дорожнього просвіту, остання з яких пов'язана із швидкістю руху транспортного засобу з точки зору покращення його аеродинаміки на великих швидкостях.
Одним з перших, хто розробив у 1980-у році оригінальну концепцію комп'ютерного керування гідравлічною підвіскою для покращення проходження поворотів гоночними автомобілями був Колін Чапмен, засновник компанії «Lotus». Удосконалений прототип електрогідравлічної активної підвіски було встановлено компанією у 1985-у на моделі Lotus Excel, хоча вона ніколи не пропонувала цю систему на продаж.
Активна підвіска з регульованими пружними елементами є універсальнішою, оскільки дозволяє підтримувати певну висоту кузова та жорсткість підвіски. З іншого боку така підвіска має складнішу конструкцію (використовується окремий привід для регулювання пружних елементів), тому і вартість її набагато вища. Як пружний елемент в активній підвісці використовуються традиційні пружини, а також пневматичні і гідропневматичні пружні елементи.
У підвісці «Active Body Control» (ABC) від Mercedes-Benz жорсткість пружини змінюється за допомогою гідравлічного привода, який забезпечує нагнітання оливи під високим тиском в амортизаторну стійку. Керування гідроциліндрами амортизаторних стійок здійснює електронна система, яка містить до півтора десятка різних датчиків (положення кузова, поздовжнього, поперечного і вертикального прискорень, швидкості руху тощо), блока керування та виконавчих пристроїв — електромагнітних клапанів. Система АВС практично повністю виключає крени кузова при різних умовах руху (зміна напряму руху, пришвидшення, гальмування), а також регулює положення кузова за висотою (опускає автомобіль на 11 мм при швидкості понад 60 км/год).

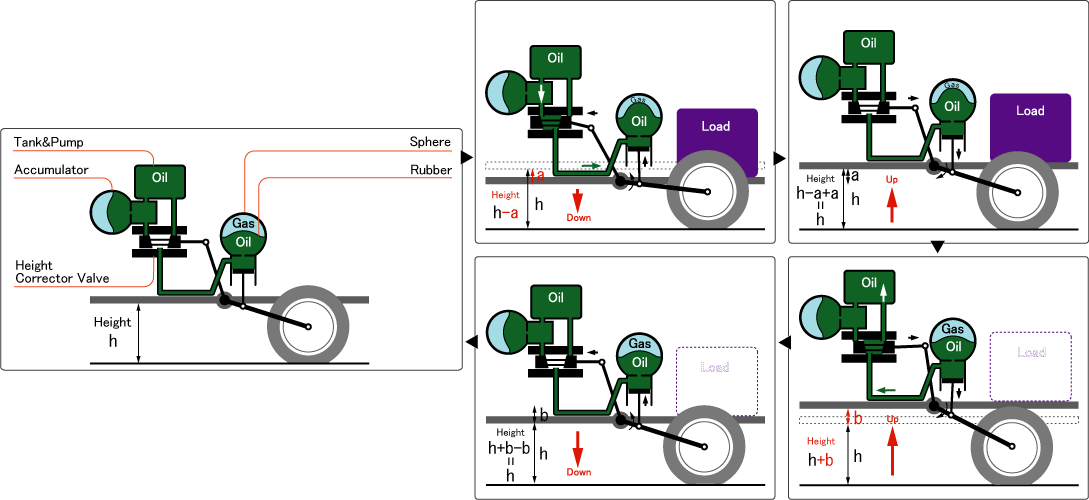
Будова та принцип роботи активної гідропневматичної підвіски автомобіля Citroёn

Пневматичний пружний елемент становить основу пневматичної підвіски . Він забезпечує регулювання висоти кузова відносно поверхні дороги. Тиск в пневматичних пружних елементах створюється за допомогою пневмостанції, що включає електродвигун з компресором. Для зміни жорсткості підвіски використовуються амортизатори з регульованим ступенем демпфування. Такий підхід реалізовано у пневматичній підвісці «Airmatic Dual Control» від Mercedes-Benz, у якій застосована адаптивна система «Adaptive Damping System».
Гідропневматичні пружні елементи використовуються в гідропневматичній подвісці, яка дозволяє змінювати жорсткість і висоту кузова в залежності від умов руху і вибору водія. Роботу підвіски забезпечує гідравлічний привод високого тиску. Керування гідросистемою здійснюється за допомогою електромагнітних клапанів. Сучасною конструкцією гідропневматичної підвіски є система «Hydractive» третього покоління, яка встановлюється на автомобілі Citroën.
«Computer Active Technology Suspension» (CATS) від Jaguar є поєднанням у найкращому співвідношенні комфортності їзди та можливостей ручного керування на основі аналізу дорожніх умов та здійсненням щосекунди до 3000 коригувань параметрів налаштувань підвіски через електронне керування амортизаторами.

### Керування жорсткістю стабілізаторів та геометрією підвіски
Окрему групу складають конструкції активної підвіски із змінною жорсткістю стабілізатора поперечної стійкості. За умов прямолінійного руху стабілізатор поперечної стійкості вимикається, за рахунок чого збільшуються ходи підвіски, краще обробляються нерівності і, тим самим, досягається висока плавність і комфортність пересування. При повороті або різкій зміні напряму руху жорсткість стабілізаторів збільшується пропорційно до сил, які виникають, що запобігає кренам кузова. Відомими конструкціями активної стабілізації підвіски є:
- «Dynamic Drive» від BMW;
- «Kinetic Dynamic Suspension System» (KDSS) від Toyota.

Цікаву конструкцію активної підвіски пропонує на своїх автомобілях компанія Hyundai Motor Company. Система активного керування геометрією підвіски (англ. Active Geometry Control Suspension, AGCS), яка тісно взаємодіє із системою курсової стійкості, дозволяє змінювати довжину важелів, за рахунок чого змінюється кут сходження задніх коліс. Для зміни довжини важеля використовується електропривод. За умов прямолінійного руху й маневрування на невеликій швидкості система встановлює мінімальне сходження. Маневрування на високій швидкості супроводжується зростанням кута сходження задніх коліс. Автомобіль отримує додаткову стійкість та кращу керованість.

### Електромагнітна рекуперативна система
Електромагнітна активна підвіска використовує лінійний електромагнітний двигун, що приєднаний до кожного колеса. Це забезпечує дуже швидку реакцію, і дозволяє регенерацію споживаної потужності, за допомогою роботи двигунів в режимі генератора. Це практично вирішує проблему скорочення часу реакції і високого енергоспоживання гідравлічних систем.
Технологія електронно-керованої системи активної підвіски (англ. Electronically controlled active suspension system; ECASS) запатентована Центром електромеханіки Техаського університету у 1990-х і у подальшому розвинута підрозділом «L-3 Electronic System Services» компанії «Aviation Communications& Surveillance Systems» (ACSS) для використання на військових транспортних засобах. Оснащення високомобільних багатоцільових колісних транспортних засобів (англ. High Mobility Multipurpose Wheeled Vehicle; HMMWV) nfrj. підвіскою розробки фірми BOSE забезпечило кращі характеристики з точки зору споживаної потужності, стійкості і керованості.

## Адаптивна підвіска
Адаптивна підвіска (інша назва — напівактивна підвіска) — різновид активної підвіски, у якій ступінь демпфування амортизаторів змінюється залежно від стану дорожнього покриття, параметрів руху та запитів водія.
В сучасних конструкціях адаптивної підвіски використовуються два способи регулювання ступеня демпфування амортизаторів:
- з використанням електромагнітних клапанів;
- з використанням магнітнореологічної рідини.

### Амортизатори з електромагнітними клапанами
При регулюванні за допомогою електромагнітного клапана-регулятора змінюється його прохідний переріз залежно від величини струму, що проходить через нього. Чим більшим є струм, тим меншим є прохідний переріз клапана і відповідно вищим ступінь демпфування амортизатора (жорстка підвіска) і навпаки, зменшення струму приводить до зростання прохідного перерізу, що в кінцевому рахунку приводить до пом'якшення підвіски. Регулювальний клапан встановлюється на кожний амортизатор и може знаходитись всередині або ззовні амортизатора. Амортизатори з електромагнітними регулювальними клапанами використовуються в конструкціях наступних типів адаптивних підвісок:
- «Adaptive Chassis Control» (DCC) від Volkswagen[6];
- «Adaptive Damping System» (ADS) від Mercedes-Benz (у складі пневматичної підвіски «Airmatic Dual Control»);
- «Adaptive Variable Suspension» (AVS) від Toyota;
- «Continuous Damping Control» (CDS) від Opel;
- «Electronic Damper Control» (EDC) від BMW (у складі активної підвіски «Adaptive Drive»).

### Амортизатори з магніто-реологічною рідиною
Магнітореологічна рідина включає металеві частинки, які при дії магнітного поля зосереджуються уздовж його ліній. В амортизаторі, заповненому магнітореологічною рідиною, відсутні традиційні клапани. Замість них в поршні є канали, через які вільно проходить рідина. В поршень також вбудовані електромагнітні котушки. При подачі на котушки напруги частинки магнітореологічної рідини зосереджуються уздовж ліній магнітного поля створюючи опір руху рідини каналами, чим досягається збільшення ступеня демпфування (жорсткості підвіски). Магнітореологічна рідина використовується в конструкції адаптивної підвіски відносно рідше. Як приклади, можна назвати:
- «MagneRide» від General Motors (автомобілі Cadillac, Chevrolet);
- «Magnetic Ride» від Audi.

### Принципи керування адаптивною підвіскою
Регулювання ступеня демпфування амортизаторів забезпечує електронна система керування, яка включає вхідні пристрої, блок керування і виконавчі пристрої.
У роботі системи керування адаптивної підвіски використовуються наступні вхідні пристрої: датчик дорожнього просвіту, датчик прискорення кузова та перемикач режимів роботи.
За допомогою перемикача режимів роботи проводиться налаштування ступеня демпфування адаптивної підвіски. Датчик дорожнього просвіту фіксує величину ходу підвіски на стиск та на відбій. Датчик прискорення кузова визначає прискорення кузова автомобіля у вертикальній площині. Кількість і номенклатура датчиків різниться залежно від конструкції адаптивної підвіски. Наприклад, в підвісці DCC від Volkswagen встановлюється два датчики величини дорожнього просвіту і два датчики прискорення кузова спереду автомобіля і по одному — ззаду.
Сигнали від датчиків надходять в електронний блок керування, де відповідно до закладеної програми відбувається їх обробка і формування сигналів керування на виконавчі пристрої — регулювальні електромагнітні клапани або електромагнітні котушки. В роботі блок керування адаптивною підвіскою взаємодіє з різними системами автомобіля: підсилювачем керма, системою керування двигуном, автоматичною коробкою передач тощо.
У конструкції адаптивної підвіски зазвичай передбачено три режими роботи: нормальний, спортивний і комфортний. Режими вибираються водієм в залежності від потреби. У кожному режимі здійснюється автоматичне регулювання ступеня демпфування амортизаторів в межах встановленої параметричної характеристики.
Покази датчиків прискорення кузова характеризують якість дорожнього покриття. Чим більше нерівностей на дорозі, тим активніше розгойдується кузов автомобіля. Відповідно до цього система управління налаштовує ступінь демпфування амортизаторів.
Датчики дорожнього просвіту відстежують поточну ситуацію при русі автомобіля: гальмування, прискорення, поворот. При гальмуванні передня частина автомобіля опускається нижче задньої, при прискоренні — навпаки. Для забезпечення горизонтального положення кузова регульована ступінь демпфування передніх і задніх амортизаторів буде різнитися. При повороті автомобіля внаслідок інерційної сили один із боків завжди виявляється вищим від протилежного. В даному випадку система керування адаптивною підвіскою розділено регулює праві і ліві амортизатори, чим досягається стійкість при повороті.
Таким чином, на основі сигналів датчиків блок керування формує сигнали керування для кожного амортизатора окремо, що дозволяє забезпечити максимальну комфортність і безпеку для кожного з обраних режимів.